# Grand Paris Express
48°55′07″ пн. ш. 2°21′52″ сх. д. / 48.918533333333° пн. ш. 2.3645494444444° сх. д.
Grand Paris Express — низка нових ліній Паризького метрополітену, що будуються в регіоні Іль-де-Франс, Франція. Проект має чотири нові лінії, а також розширення існуючих лінії 11 та лінії 14. Загалом має бути додано 200 км нової колії та 68 нових станцій, що обслуговуватиме прогнозовані 2 мільйони пасажирів на день
Спочатку нові лінії були проіндексовані кольором (червона лінія, рожева лінія, зелена лінія), але індексацію змінили в 2013 році, щоб продовжити дотримання норми нумерації, яку використовує RATP. Тому нові лінії мають індексацію: 15, 16, 17 і 18. Їх планують відкривати поетапно до 2030 року

## Розвиток лінії 11
Для забезпечення кращого приміського сполучення з внутрішніми північно-східними передмістями, від Мері-де-Ліла до Роні-су-Буа побудовано продовження лінії 11 на схід завдовжки 5 км з 6 станціями. Схема спочатку лобіювалась місцевою владою цих передмість і була прийнята під час перегляду у 2007 році до транспортного плану розвитку Іль-де-Франс. Зі станцій цієї черги можлива пересадка на лінію RER E та трамвайну лінію Іль-де-Франс 1, та відбудеться поліпшення сполучення центру міста Париж з приміським вузлом Шатле — Ле-Аль.
| Нова станція      | Місто, що обслуговує | Сполучення                                               | Дата відкриття |
| ----------------- | -------------------- | -------------------------------------------------------- | -------------- |
| Серж Генсбур      | Ле-Ліла              |                                                          | 13 червня 2024 |
| Роменвіль — Карно | Роменвіль            | Tramways in Île-de-France · Île-de-France tramway Line 1 | 13 червня 2024 |
| Монтрей — Опіталь | Монтрей              |                                                          | 13 червня 2024 |
| Ла-Дюїз           | Монтрей              |                                                          | 13 червня 2024 |
| Кото-Боклер       | Нуазі-ле-Сек         |                                                          | 13 червня 2024 |
| Роні — Буа-Пер'є  | Роні-су-Буа          | RER · RER E                                              | 13 червня 2024 |

### Перегляд плану Grand Paris Express і можлива автоматизація
Переглянутий план пропонованої системи метро Grand Paris Express був представлений 6 березня 2013 року, і передбачає будівництво другого продовження лінії 11 у напрямку Нуазі — Шам, що є частиною проекту Grand Paris Express. 
Орієнтовна дата відкриття – 2030 рік, але може бути відкладена. 
Якщо буде побудовано друге розширення, лінія 11 буде повністю автоматизована. 

Автоматична робота поїздів не була реалізована з розширенням до Роні — Буа-Пер'є, хоча RATP і STIF розглядали можливість додавання її пізніше.

### Рухомий склад

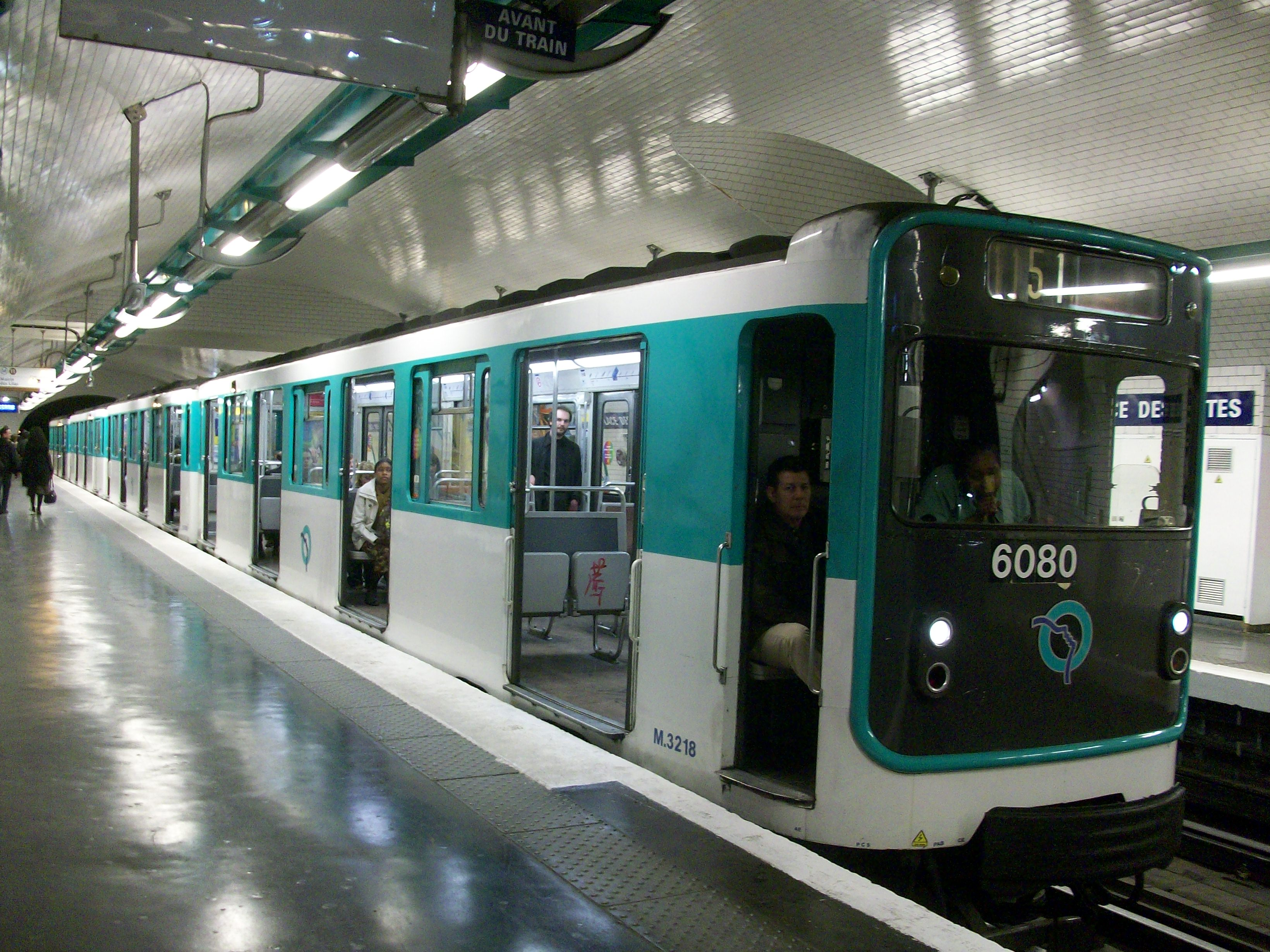
Потяги MP 59 повністю виведено з експлуатації 23 травня 2024 р.

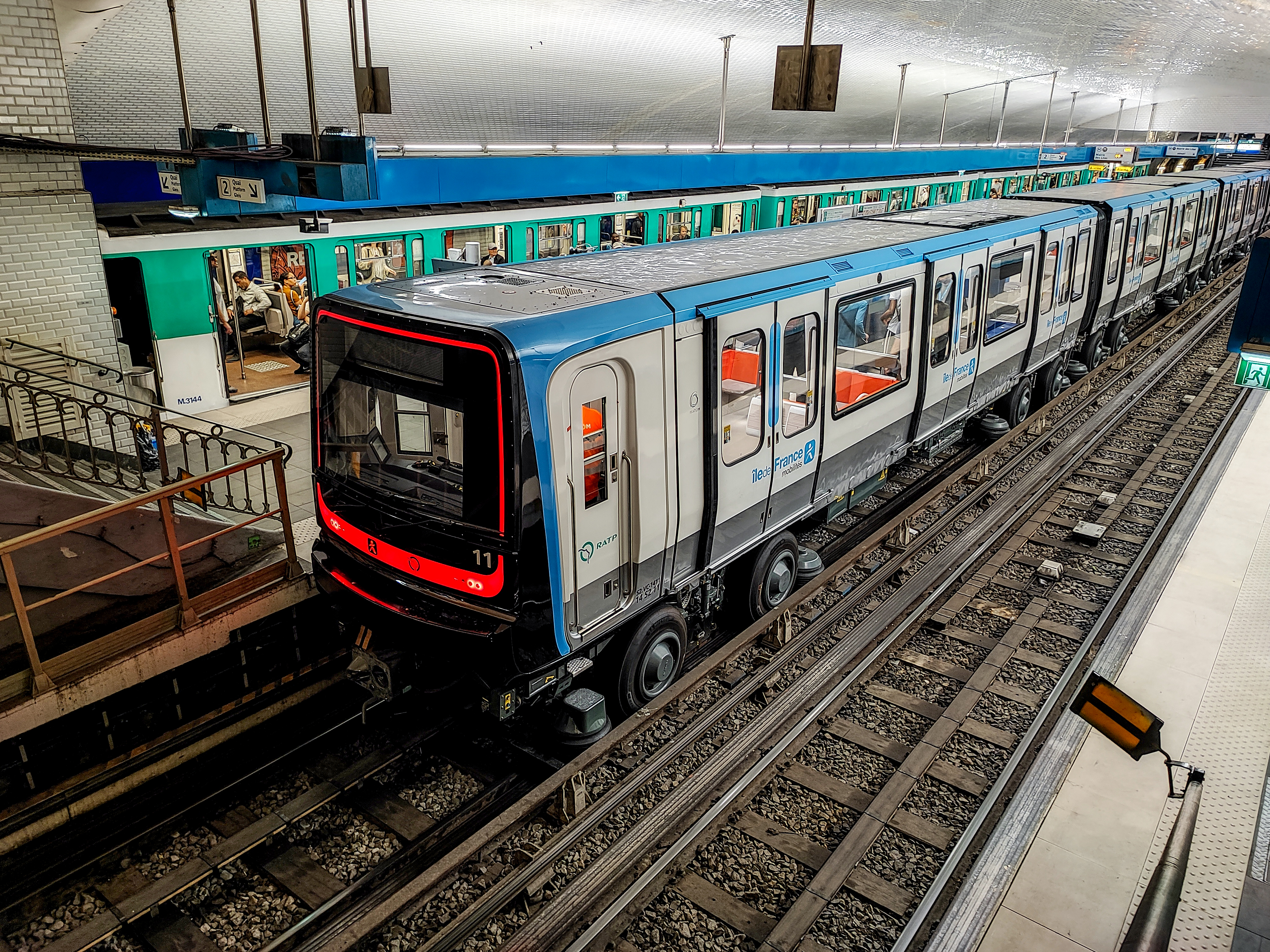
Потяги MP 14 CC введено в експлуатацію 1 червня 2023 р.

Лінія 11 була першою лінією метро, переведена на пневматичний рухомий склад із гумовими шинами, і її першим комплектом рухомого складу з гумовими шинами був MP 55, який працював з жовтня 1956 р. по січень 1999 р.. Потім їх замінили на відремонтований рухомий склад MP 59 з лінії 4. Потяги MP 55 складалася з 4 вагонів, як і  MP 59. 
Також один потяг MP 73 з лінії 6 також був переданий на лінію 11.
Компанія Île-de-France Mobilités планувала замінити застарілий парк лінії 11 на поїзди серії MP 14 під час відкриття розширення до Роні — Буа-Пер'є. 
Нові поїзди керуються машиністами, як і парк MP 59, але вони складаються з 5 вагонів і мають наскрізні проходи. 
 
Перші 20 поїздів було замовлено в лютому 2018 року, а ще 19 поїздів було замовлено в липні 2021 року. Потяги почали надходити наприкінці 2020 року, а випробування відбулись влітку 2021 року.
Перші нові MP 14 CC були введені в експлуатацію в червні 2023 року, причому щовівторка в експлуатацію входили чотири нові поїзди, які заміняли чотири MP 59, передані в депо Роні — Буа-Пер'є ввечері в понеділок для зняття з експлуатації. 
До літа 2023 року було введено в експлуатацію двадцять нових MP 14, а навесні 2024 року було запущено ще дев’ятнадцять нових поїздів, які обслуговуватимуть розширення до Роні — Буа-Пер'є. 

Урочисті фінальні запуски MP 59 відбулися 23 травня 2024 року, причому номери 6069, 6073 і 6087 були останніми трьома вилученими. 

## Розвиток лінії 14

### Північне розширення лінії 14
Автоматизовану лінію 14 було подовжено на північ від Сен-Лазар до Мері-де-Сент-Уан з головною метою зменшення переповненості лінії 13. 

На цій черзі створено пересадки на обидві відгалуження лінії 13 на лінію 14 зі станціями Порт-де-Кліші на відгалуженні Ле-Куртій та Мері-де-Сент-Уан на відгалуженні Сен-Дені — Універсіте. 
Крім цього є пересадка на станцію RER C Сент-Уан, а також на станцію Пон-Кардіне Transilien Paris-Saint-Lazare, та на станцію Стад-де-Франс — Сен-Дені RER D. 
Будівництво розширення почалося у 2014 році з метою завершення до 2019 року 

Пізніше завершення було перенесено на 2020 рік після того, як повінь через ґрунтові води зупинили роботи зі спорудження тунелю на рік. 
Пандемія COVID-19 відклала відкриття до грудня 2020 року 

Розширення було відкрито 24 червня 2024 року, лише за місяць до Літніх Олімпійських ігор 2024 року. 

### Південне розширення лінії 14
Лінію 14 також було продовжено на південь від Олімпіад до аеропорт Орлі. 
Розширення прямує на південний схід від Олімпіад до Мезон-Бланш, де є пересадка на гілку Вільжюїф — Луї Арагон лінії 7, чергу відкрито 24 червня 2024 року (знову ж таки, лише за місяць до літніх Олімпійських ігор 2024 року). 

### Рухомий склад

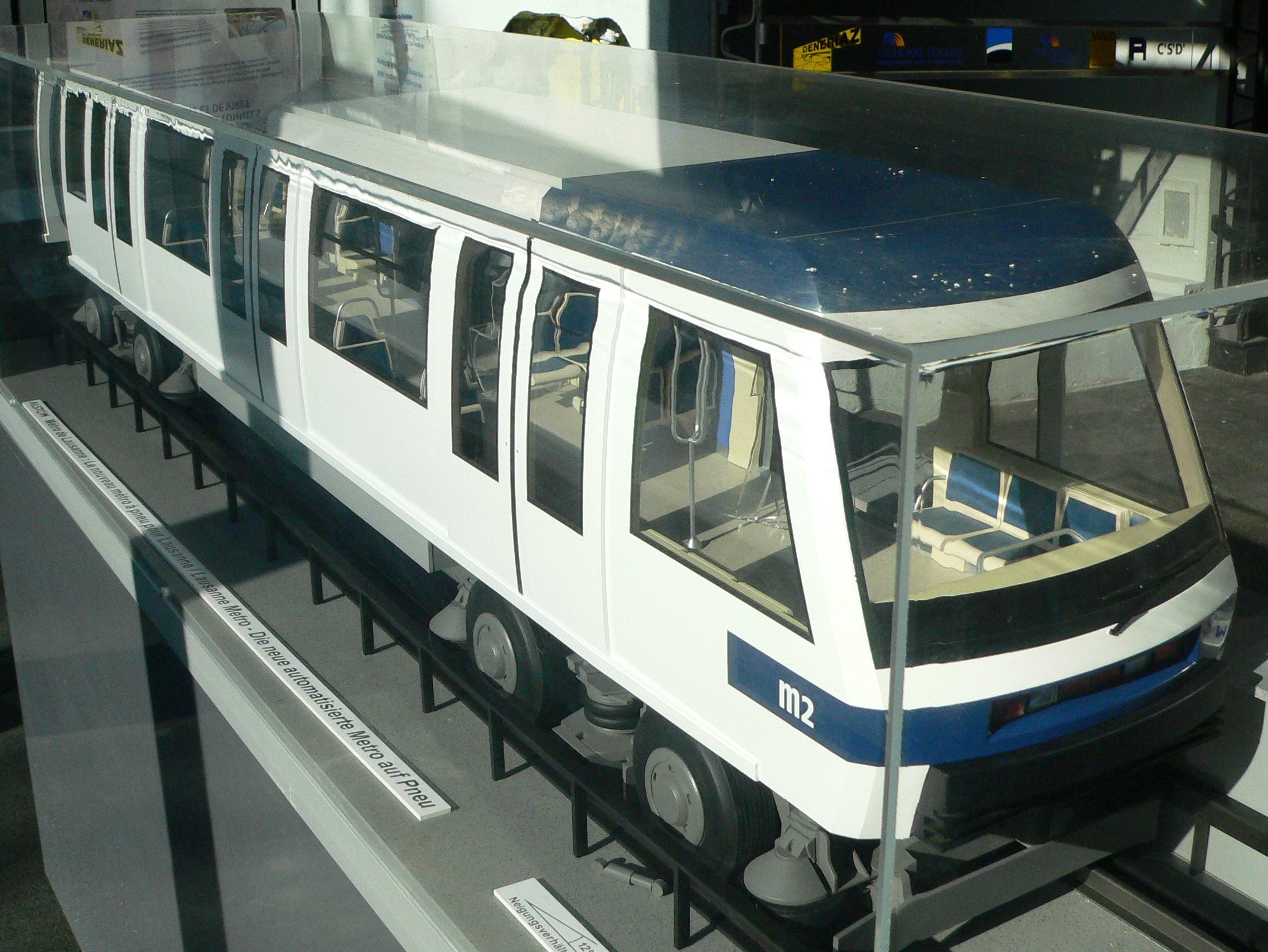
Модель MP 89 у масштабі 1/10 для лінії М2 метро Лозанни, такого ж типу, як і для лінії 14

У лютому 2012 року STIF оголосив, що з двома запланованими розширеннями новий рухомий склад класу MP 14 замінить склади MP 89 CA та MP 05 на лінії 14, починаючи з 2020 року. 
Цей новий склад складається з восьмивагонних потягів. 
Потяги MP 89 CA та MP 05 були передані на нову автоматизовану лінію 4 разом із деякими MP 14 із 6 вагонів. 
Вони замінили рухомий склад MP 89 CC з ручним приводом, який був відремонтований перед тим, як перейти на лінію 6, щоб замінити застарілий рухомий склад MP 73. 

## Лінія 15
Лінія 15 буде високопропускною кільцевою підземною залізницею, що прямуватиме навколо Парижа та з’єднає Нуазі — Шам і Шампіньї, проходячи через Шампіньї-сюр-Марн, Кретей, Вільжуїф, Дефанс, Сен-Дені та Роні-су-Буа. 
Відкриття лінії дозволить здійснювати прямі поїздки між передмістям, минаючи центр Парижа. 

Лінію 15 планується відкривати поетапно у 2025-2030 р.р.. 

### Рухомий склад
Пропонований рухомий склад для лінії 15 є новою автоматизованою конструкцією, яка використовує технологію традиційних сталевих коліс на сталевих рейках і підвісну електрифікацію — Alstom Metropolis MR3V/MR6V